# Paul Flaskämper
Paul Flaskämper (* 1886 in Leipzig; † 1979) war ein deutscher Statistiker und Hochschullehrer.

## Leben
Flaskämper habilitierte sich 1928 an der Universität Frankfurt am Main mit der Arbeit „Theorie der Indexzahlen“, in der er sich gegen die Indextheorie von Irving Fisher positionierte. Er war zunächst außerordentlicher Professor an der Universität Frankfurt und wurde 1939 als Nachfolger von Franz Žižek Inhaber des Lehrstuhls für Statistik an der Universität Frankfurt, den er bis 1956 innehatte. 
Nachdem im Jahr 1932 Emil Julius Gumbel, der an der Universität Heidelberg Statistik gelehrt hatte, die Lehrberechtigung entzogen worden war, nahmen Flaskämper und Adolf Blind in den Jahren 1934 bis 1944 mehrere Lehraufträge in Statistik an der Staats- und Wirtschaftswissenschaftlichen Fakultät der Universität Heidelberg wahr. Nachfolger von Flaskämper wurde im Jahr 1957 Adolf Blind.
Flaskämper war eine zentrale Persönlichkeit in der so genannten „Frankfurter Schule der Statistik“ zu der außer ihm die Statistikprofessoren Franz Žižek, Adolf Blind,  Heinrich Hartwig, Heinz Grohmann und Werner Neubauer gehörten. Der Verein für Geographie und Statistik zu Frankfurt am Main (die heutige Frankfurter Geographische Gesellschaft) verlieh ihm die Eduard-Rüppell-Medaille.